# 임리정
임리정(臨履亭)은 대한민국 충청남도 논산시에 있는 건축물이다. 1976년 6월 9일 충청남도의 유형문화재 제67호로 지정되었다.

## 개요
조선 인조 4년(1626) 사계 김장생(1548∼1631)이 지은 정자로 학문을 닦고 제자들을 가르치던 곳이다. 원래의 이름은 황산정이었으나 “깊은 못가에 서 있는 것과 같이, 얇은 얼음장을 밟는 것과 같이, 자기의 처신과 행동에 항상 신중을 기하라”라는 『시경』의 구절을 따서 임리정이라 이름을 바꾸었다.
앞면 3칸·옆면 2칸 규모이며，지붕 옆면이 여덟 팔(八)자 모양인 팔작지붕집이다. 앞면 3칸의 기둥 사이를 같은 간격으로 나누어 왼쪽 2칸은 마루를 깔아 대청으로 하고 오른쪽 1칸은 온돌방을 두었다. 뒤쪽으로는 사랑방을 2개 꾸며 사람들을 맞이할 수 있게 하였다.
임리정은 조선 중기의 대표적인 정자 양식을 보여주는 건축물이다.

## 같이 보기
- 김장생

## 참고 자료
- 임리정 - 국가유산청 국가유산포털